# Suíça alemã

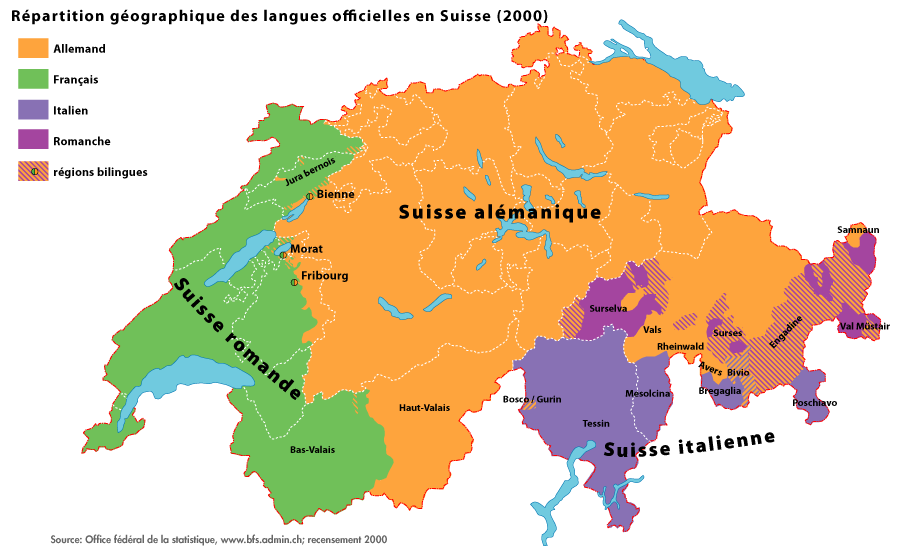
Em laranja, a Suíça alemã

A Suíça alemã, (em alemão Deutschschweiz ou também deutsche Schweiz, em francês Suisse alémanique, em italiano Svizzera tedesca, em Romanche Svizra tudestga) designam as zonas da Suíça cuja população é predominantemente germanófona. Cobre cerca de 65 por cento do território suíço.

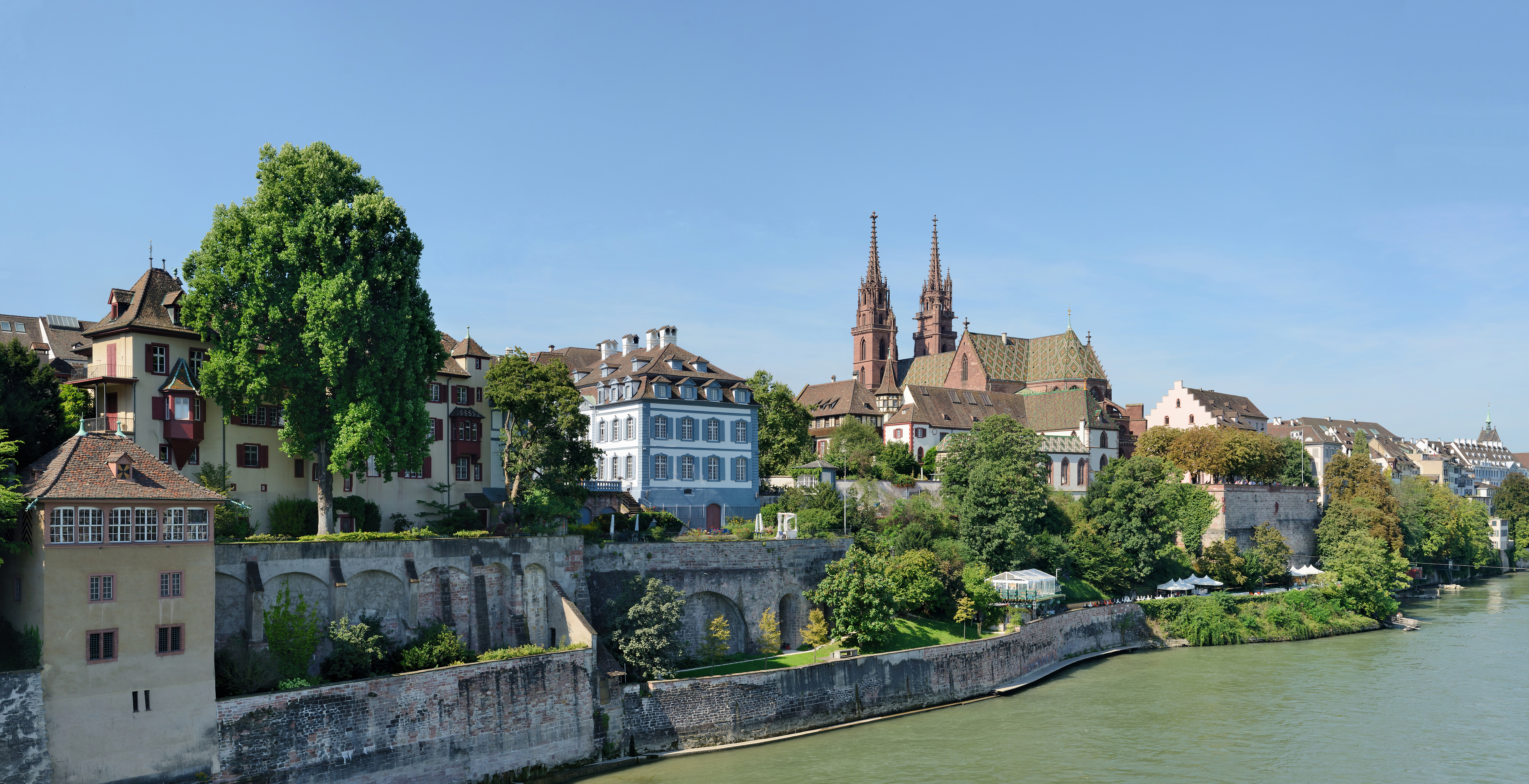
Basileia

O alemão é a língua oficial em 17 dos 26 cantões suíços: Cantão de Uri, Cantão de Schwyz, Cantão de Obwald, Cantão de Nidwald, Cantão de Lucerna, Cantão de Zurique, Cantão de Glaris, Cantão de Zug, Cantão de Solothurn, Cantão de Basileia-Cidade, Cantão de Basileia-Campo, Cantão de Schaffhausen, Cantão de Appenzell Exterior, Cantão de Appenzell Interior, Cantão de São Galo, Cantão de Argóvia e Cantão de Turgóvia.

## Áreas multilíngues
Outros três cantões são bilíngues alemão-francês:
- Cantão de Berna, com maioria alemã (84%)
- Cantão de Friburgo e o Cantão de Valais, onde o alemão está em minoria (aproximadamente 30%)

Além do Cantão de Grisões que é oficialmente trilíngue: alemão (68%), reto-romano e italiano.

## Características linguísticas
Os dialetos suíços alemães (Schwytzerdütsch) são próximos dos dialetos germânicos falados nos países vizinhos (por exemplo o alsaciano, o dialeto do País de Badem na Alemanha, o do Liechtenstein e o Vorarlberg austríaco). Mantiveram sobre tudo certos monossílabos do alto alemão: cf. ziit ("tempo"), huus ("casa"), convertidos respetivamente em Zeit e Haus no alemão normal.

## Suíça e Alemanha
Os dois países têm relativamente menos afinidade do que se poderia pensar em relação à língua comum. As razões são históricas. A Suíça alemã separou-se de fato do resto das regiões germanófonas a partir da Idade Média, e oficialmente a partir do Tratado de Westfália em 1648. Uma outra razão é o papel dos dialetos. Mesmo se a língua oficial nos cantões alemães seja o alemão padrão (Hochdeutsch), no dia a dia a população se comunica em suíço-alemão (Schwytzerdütsch), similar ao Alsaciano.
Contrariamente aos Suíços Romandos ou aos Suíços Italianos, os Suíços Alemães não são uma etnia padrão: já que cada cantão tem sua identidade própria. O dialeto que cada um deles utiliza e o pacto federal muito forte da Suíça, aonde as decisões políticas podem ser tomadas muitas vezes a nível cantonal ou comunal ainda reforçam mais esta atitude.

## Zonas linguísticas
As outras duas zonas linguísticas são: a Suíça romanda, a Suíça italiana e a do Romanche.